# Coniopteryx (Xeroconiopteryx) laticornis
Coniopteryx (Xeroconiopteryx) laticornis is een insect uit de familie van de dwerggaasvliegen (Coniopterygidae), die tot de orde netvleugeligen (Neuroptera) behoort. 
Coniopteryx (Xeroconiopteryx) laticornis is voor het eerst wetenschappelijk beschreven door Meinander in 1972.